# Lingkor (Hüttenberg)

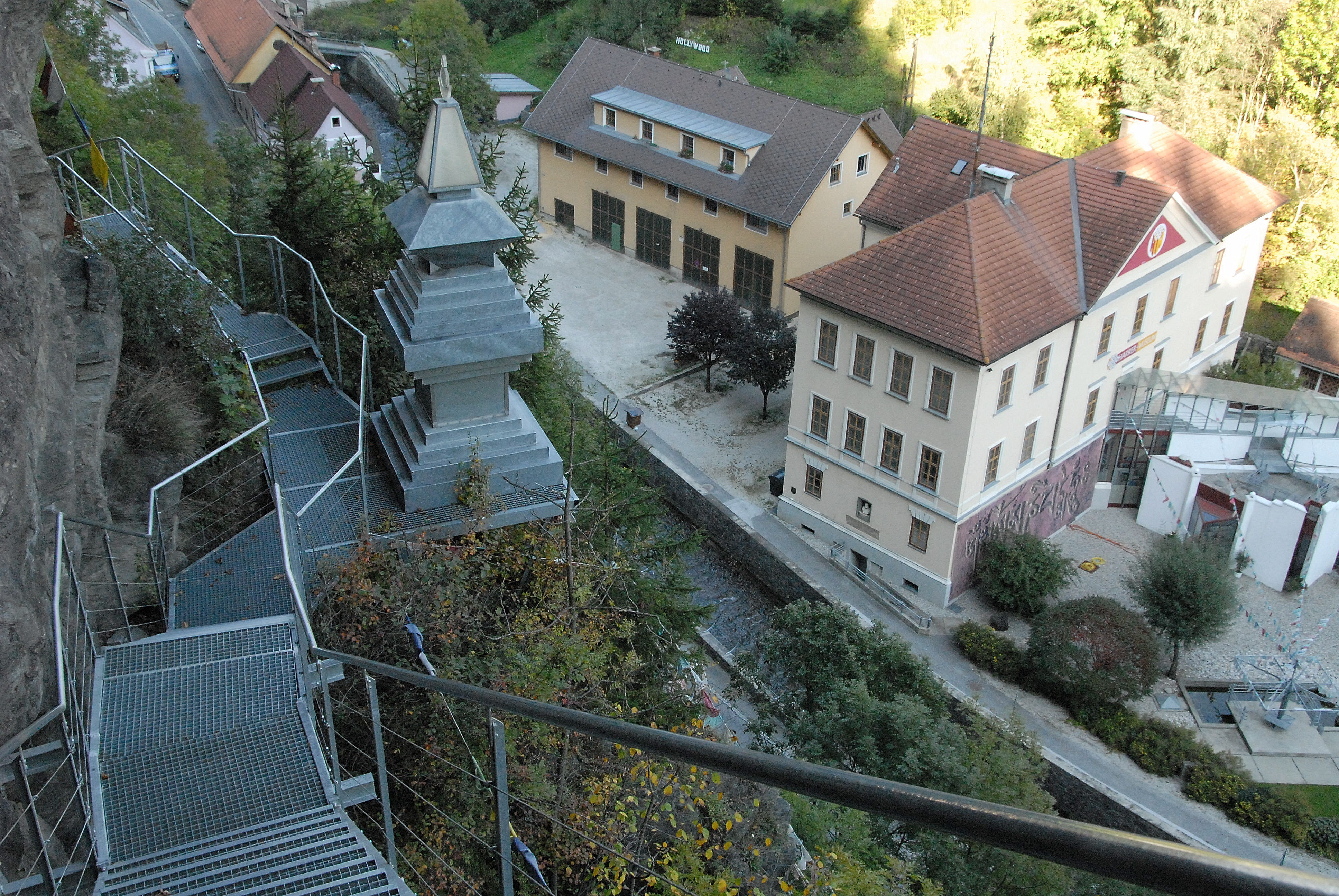
Zicht vanaf de Lingkor op het Heinrich-Harrer-Museum

De Lingkor van Hüttenberg (Oostenrijk) is een Tibetaanse pelgrimroute die langs de bergwand is gebouwd tegenover het Heinrich-Harrer-Museum. De klimroute verloopt in wijzerzin en stelt de combinatie van de klimsport en een kennismaking met Tibet voor.
De Lingkor werd door dalai lama Tenzin Gyatso persoonlijk ingewijd in 1992. Hij was bevriend met bergbeklimmer en ontdekkingsreiziger Heinrich Harrer, sinds Harrers zeven jaar in Tibet vanaf 1946.
Het pad is grotendeels een stalen trappenconstructie, werd ontwikkeld door ingenieur Peter Schallaschek uit Klagenfurt en werd gebouwd door de smid Helmut Unterweger uit Althofen. Het pad werd artistiek vormgegeven door kunstschilder Werner Engelmann uit het Beierse Steinsdorf.
Het bekendste van deze paden is het Lingkhor in Lhasa en daarnaast zijn er lingkhors te vinden bij de kloosters Ganden en Tashilhunpo en in McLeod Ganj dicht bij de residentie van de veertiende dalai lama.

## Galerij

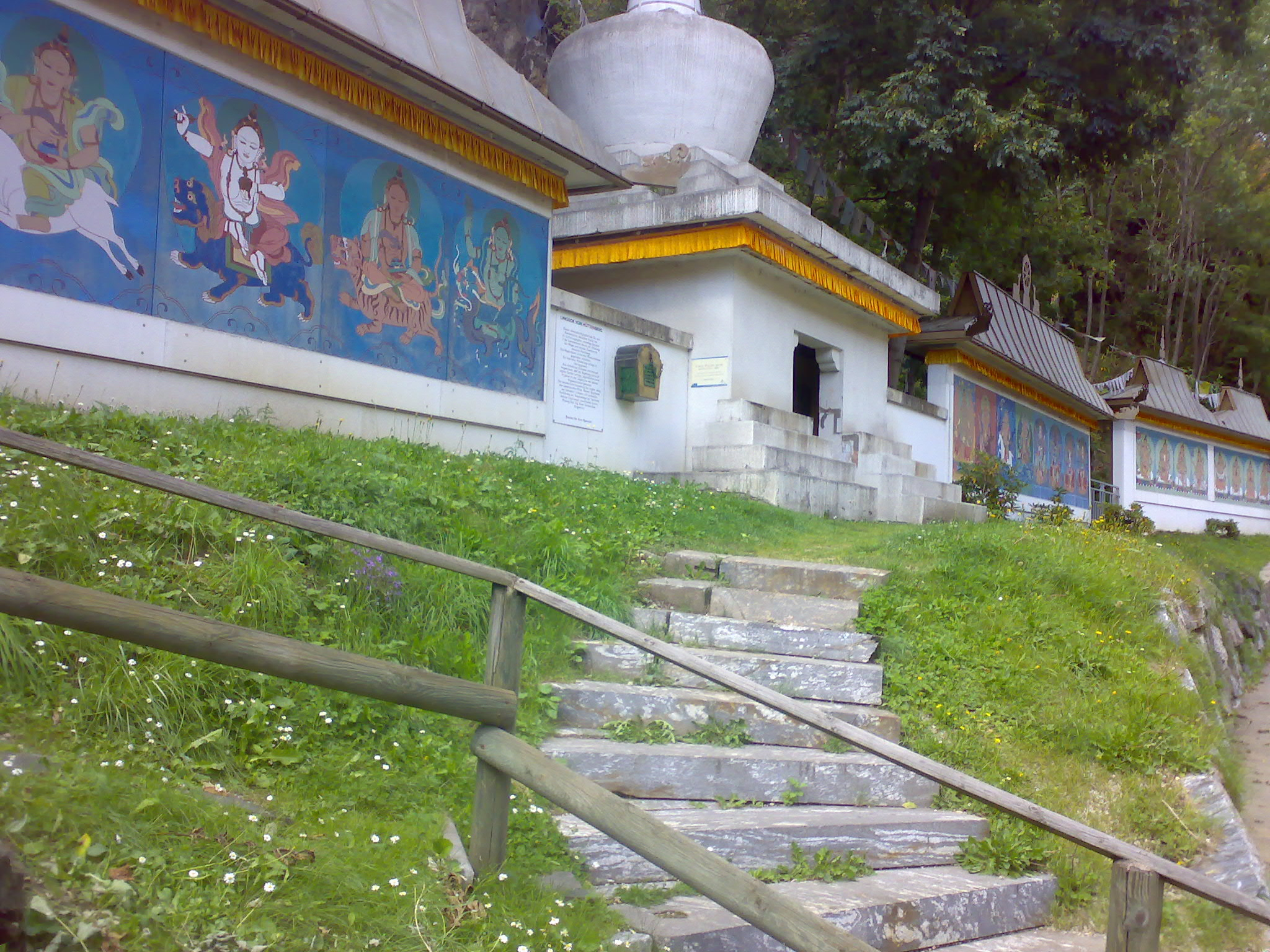
Entree
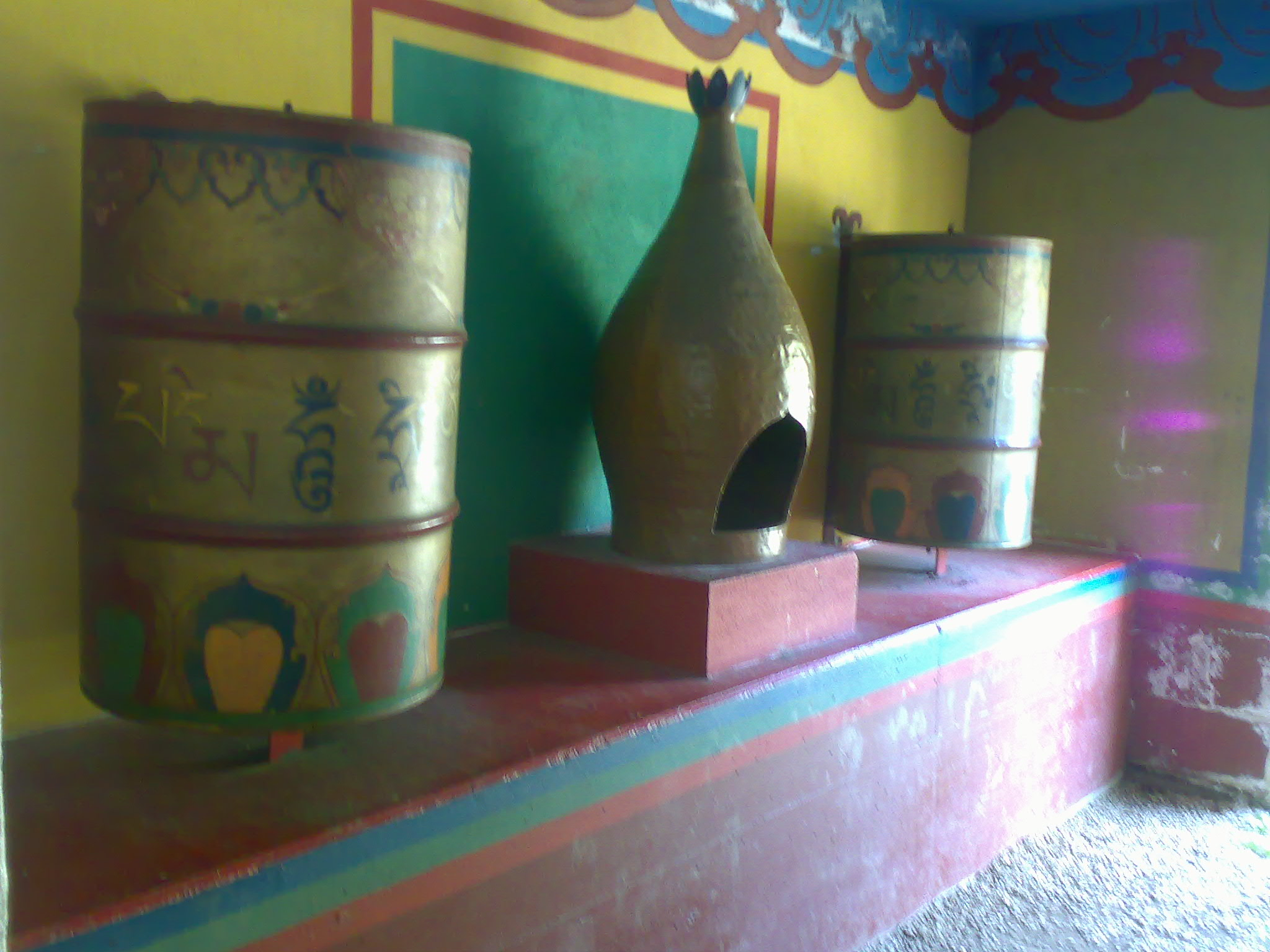
Relikwieën bij de ingang
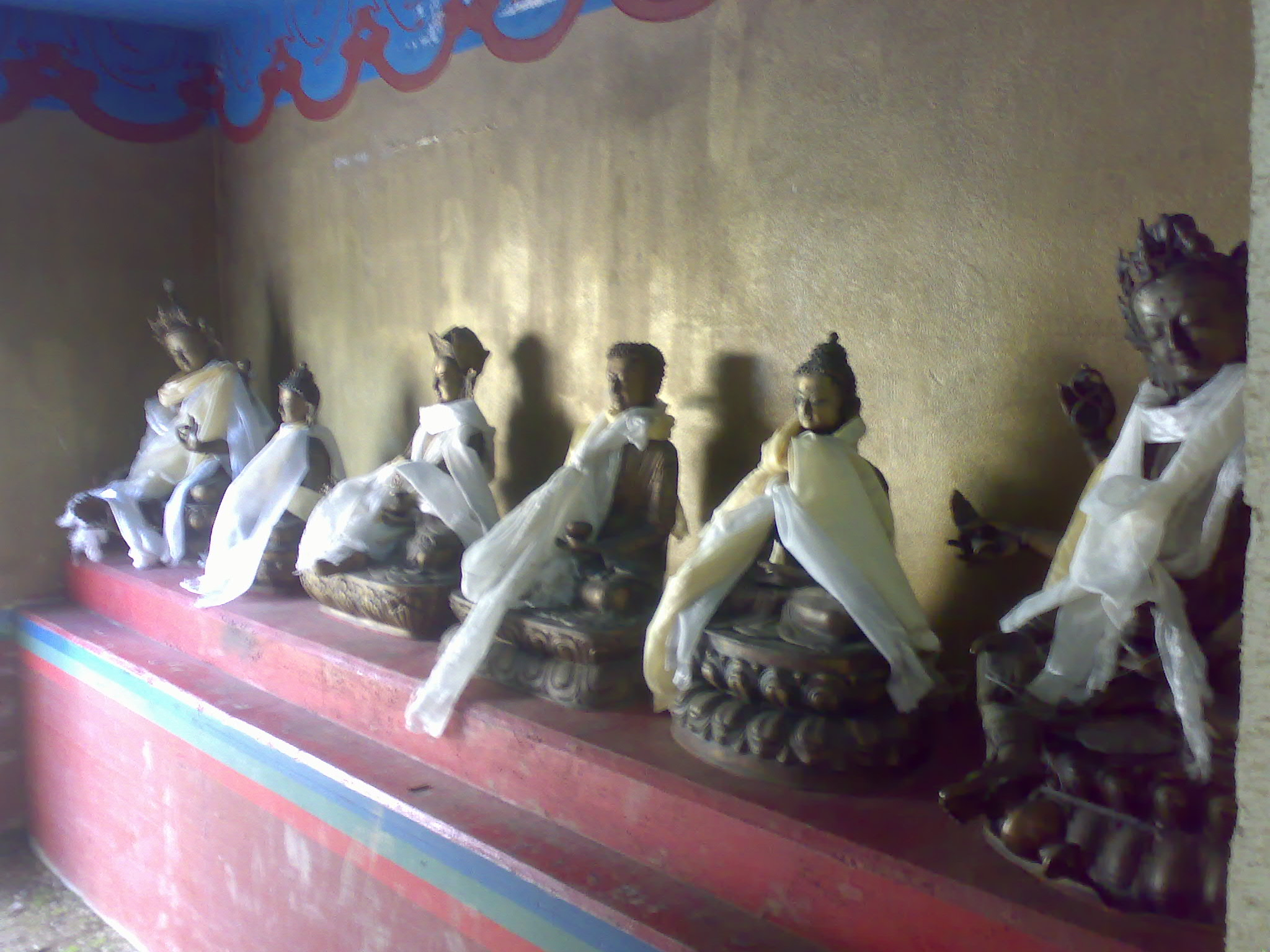
Boeddhabeelden met khata's

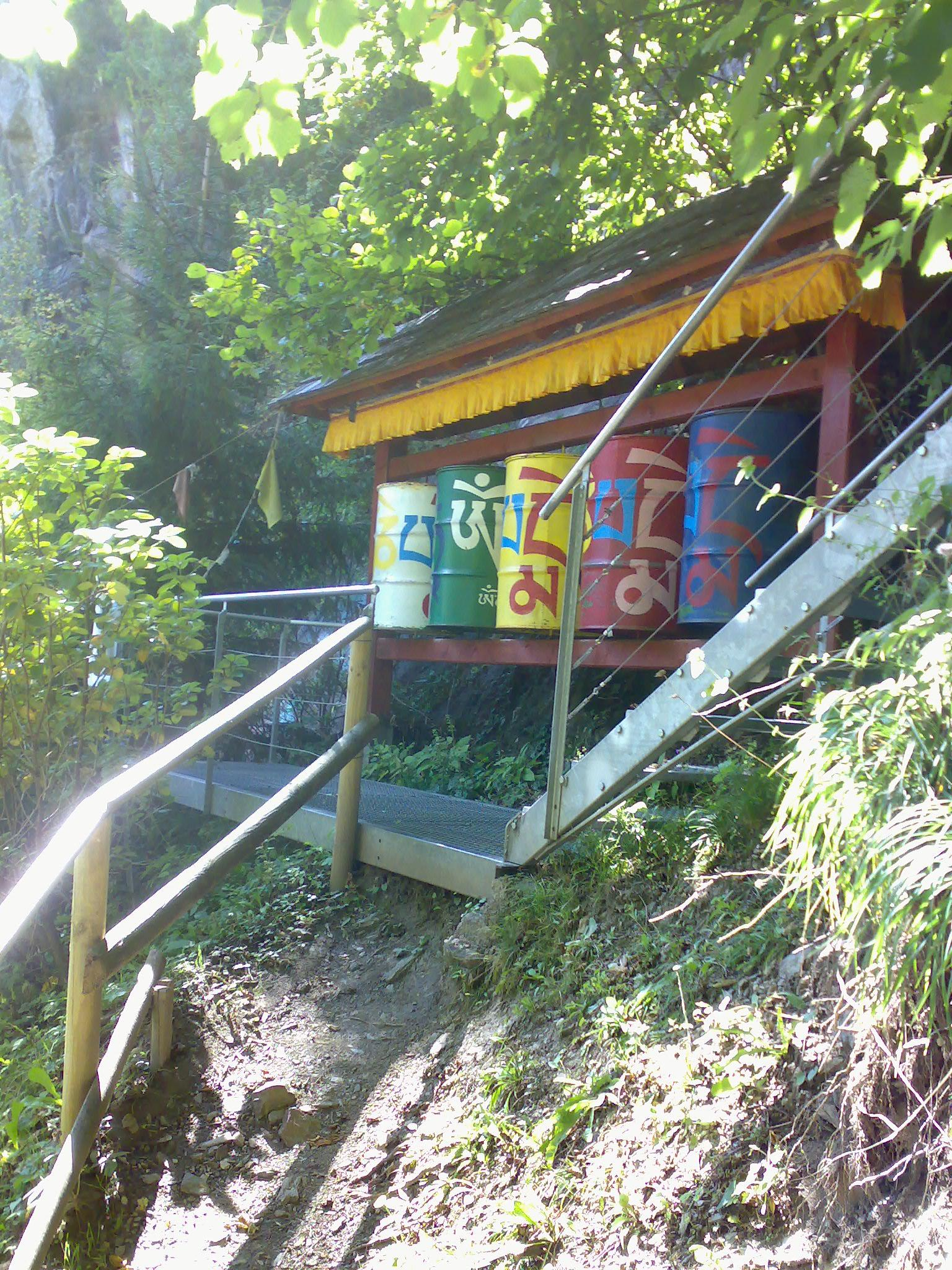
Gebedsmolens
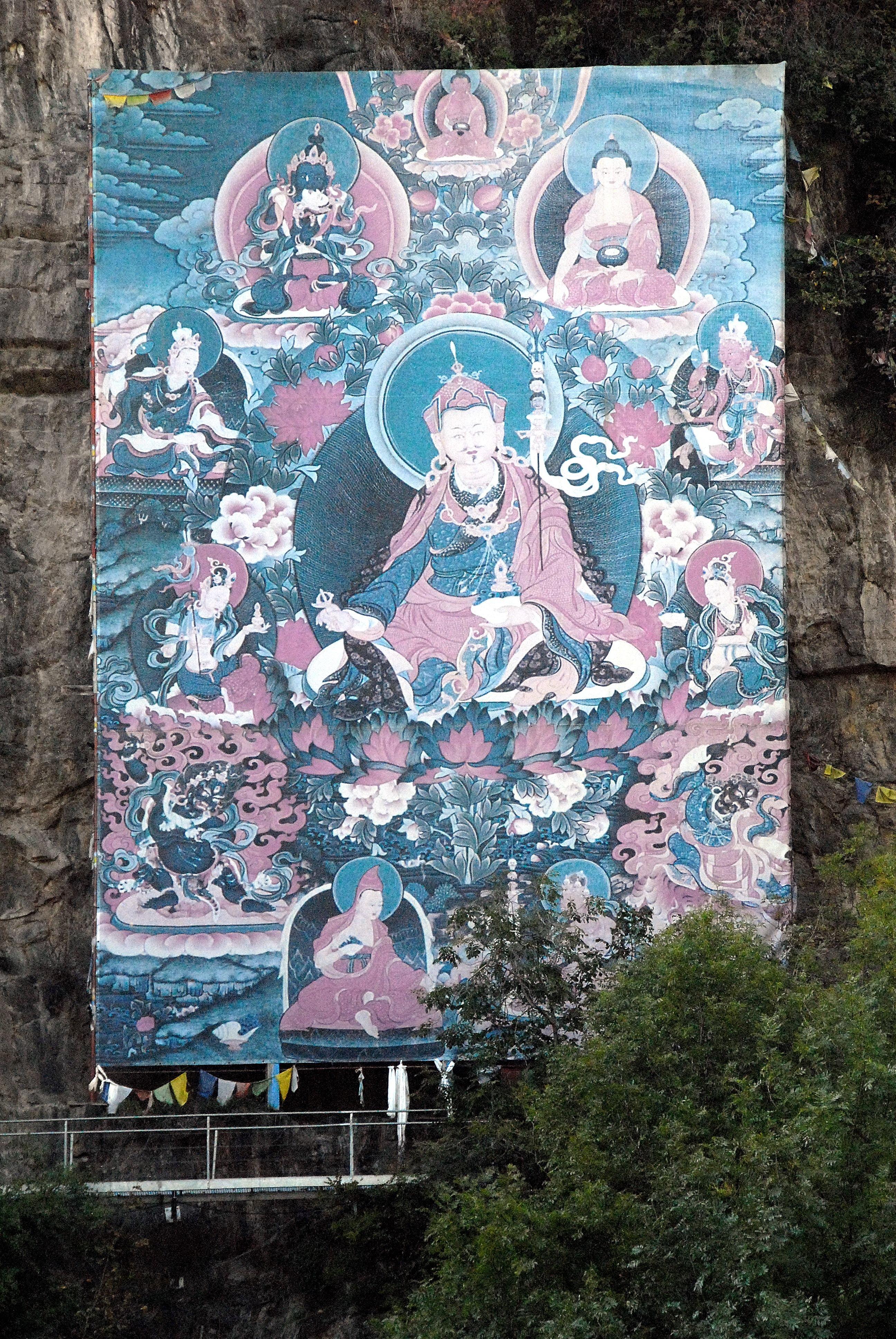
Thangka langs de Lingkor
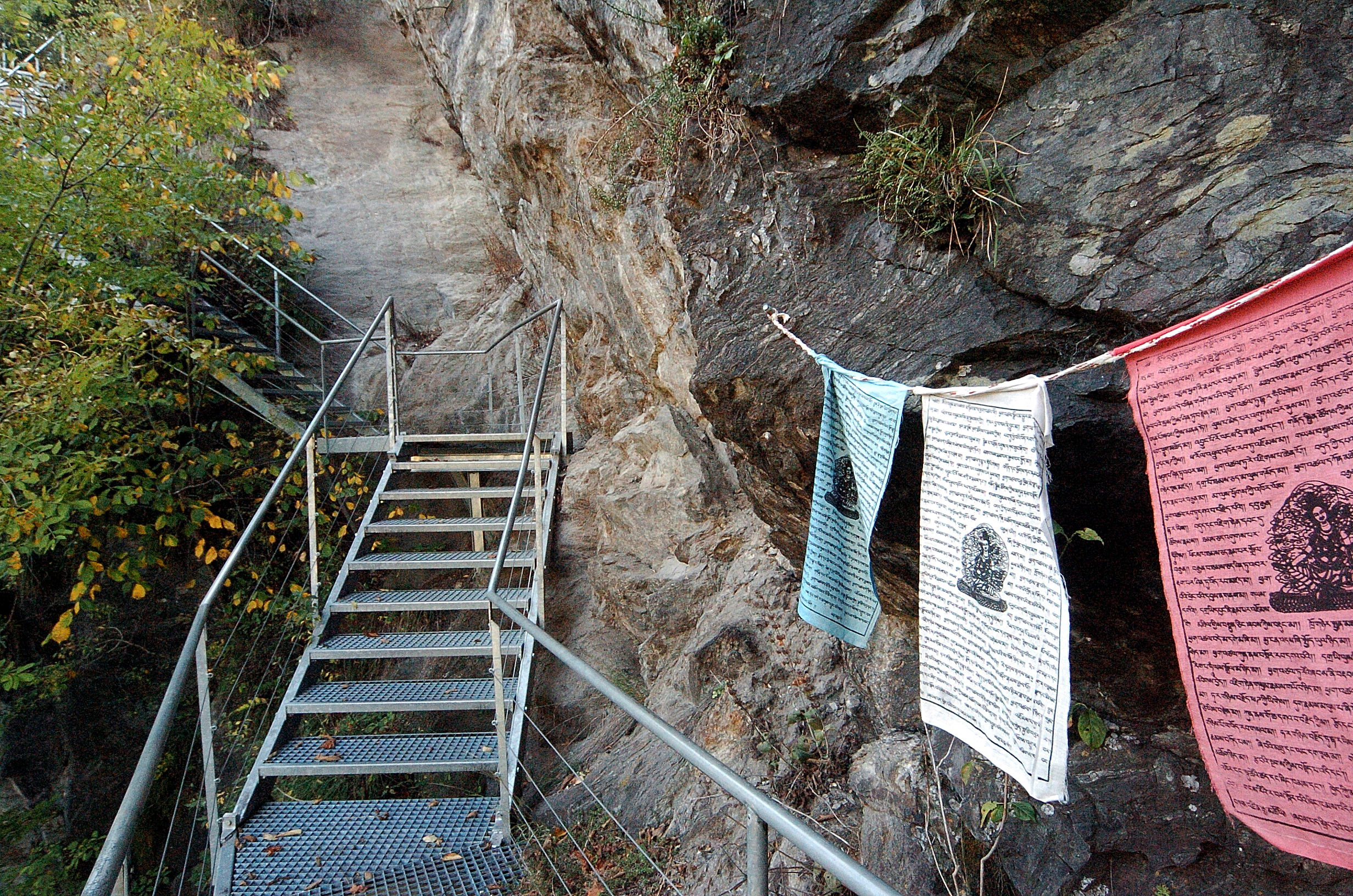
De route langs de bergwand